# 嵌入式SQL
嵌入式SQL（英文: Embedded SQL）是一种将SQL语句直接写入C语言、COBOL、FORTRAN及Ada等编程语言源代码中的方法。藉此方法，可使得应用程式能夠存取以及處理資料。在这一方法中，将SQL文嵌入的目标源码的语言称为宿主语言。
在1986年发布的SQL86标准中定义了对于COBOL、FORTRAN及PI/L等语言的嵌入式SQL的规范。在1989年发布的SQL89规范中，定义了对于C语言的嵌入式SQL的规范。一些大型的数据库厂商发布的数据库产品中，都提供了对于嵌入式SQL的支持。比如Oracle、DB2等。

## 嵌入式SQL的工作原理
提供对于嵌入式SQL的支持，需要数据库厂商除了提供DBMS之外，还必须提供一些工具。为了实现对于嵌入式SQL的支持，技术上必须解决以下4个问题：
1. 宿主语言的编译器不可能识别和接受SQL文，需要解决如何将SQL的宿主语言源代码编译成可执行码。
2. 宿主语言的应用程序如何与DBMS之间传递数据和消息。
3. 如何把对数据的查询结果逐次赋值给宿主语言程序中的变量以供其处理。
4. 数据库的数据类型与宿主语言的数据类型有时不完全对应或等价，如何解决必要的数据类型转换问题。

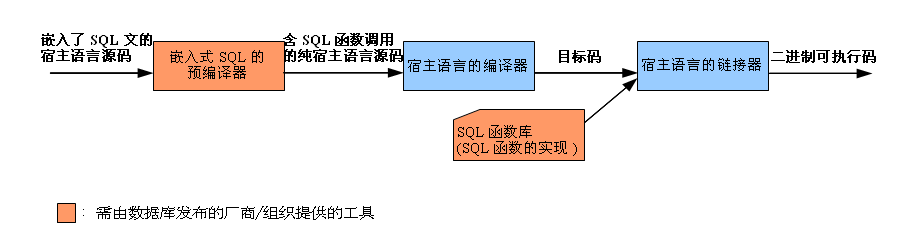
嵌入式SQL源码的处理流程

为了解决上述这些问题，数据库厂商需要提供一个嵌入式SQL的预编译器，把包含有嵌入式SQL文的宿主语言源码转换成纯宿主语言的代码。这样一来，源码即可使用宿主语言对应的编译器进行编译。通常情况下，经过嵌入式SQL的预编译之后，原有的嵌入式SQL会被转换成一系列函数调用。因此，数据库厂商还需要提供一些列函数库，以确保链接器能够把代码中的函数调用与对应的实现链接起来。

## 嵌入式SQL的扩展语法
嵌入式SQL中除了可以执行标准SQL文之外，为了对应嵌入的需要，还增加了一些额外的语法成分。主要包含以下内容：
- 宿主变量使用声明的语法
- 数据库访问的语法
- 事务控制的语法
- 游标操作的语法

### 示例代码
以下展示了用于连接PostgreSQL数据库并执行一次数据查询的嵌入式SQL源码（宿主语言为C语言）：
```
#include
 
<stdio.h>

#include
 
<stdlib.h>

#include
 
<string.h>

EXEC
 
SQL
 
BEGIN
 
DECLARE
 
SECTION
;

int
 
var_c1
;

char
 
var_c2
[
21
]
 
=
 
{
 
0x00
 
};

EXEC
 
SQL
 
END
 
DECLARE
 
SECTION
;

int
 
main
(
int
 
argc
,
 
char
*
 
argv
[])

{

    
/* 步骤1: 建立连接 */

    
EXEC
 
SQL
 
WHENEVER
 
SQLERROR
 
SQLPRINT
;
   
/* 声明异常发生时的处理动作统一为打印消息 */

    
EXEC
 
SQL
 
CONNECT
 
TO
 
postgres
@
localhost
:
5432
 
USER
 
postgres
/
xxxx
;
   
/* 指定连接的目标数据库，用户名，密码 */
  

     

    
/* 步骤2: 利用游标执行查询 */

    
EXEC
 
SQL
 
DECLARE
 
foo_bar
 
CURSOR
 
FOR
 
SELECT
 
c1
,
 
c2
 
FROM
 
tb1
;
    
/* 声明一个游标使之用于执行SELECT文 */

    
EXEC
 
SQL
 
OPEN
 
foo_bar
;
                                         
/* 打开游标从而使SELECT文被执行 */

    
EXEC
 
SQL
 
FETCH
 
foo_bar
 
INTO
 
:
var_c1
,
 
:
var_c2
;
                  
/* 获取一行数据 */

    

    
printf
(
"C1: %d, C2: %s
\n
"
,
 
var_c1
,
 
var_c2
);

 

    
EXEC
 
SQL
 
CLOSE
 
foo_bar
;
                                        
/* 关闭所打开的游标 */

    
/* 步骤3: 关闭连接 */

    
EXEC
 
SQL
 
DISCONNECT
 
CURRENT
;
                   

    
return
 
0
;

}

```

在Cygwin平台上，利用PostgreSQL 7.4.5所自带的嵌入式SQL的预编译器ECPG（版本号 3.1.1）进行预编译，生成的纯C语言代码如下所示：
```
/* Processed by ecpg (3.1.1) */

/* These include files are added by the preprocessor */

#include
 
<ecpgtype.h>

#include
 
<ecpglib.h>

#include
 
<ecpgerrno.h>

#include
 
<sqlca.h>

#line 1 "ESQL_CONNECT.pgc"

/* End of automatic include section */

#include
 
<stdio.h>

#include
 
<stdlib.h>

#include
 
<string.h>

/* exec sql begin declare section */

#line 6 "ESQL_CONNECT.pgc"

 
int
  
var_c1
   
;

 

#line 7 "ESQL_CONNECT.pgc"

 
char
  
var_c2
 
[
 
21
 
]
  
=
 
{
 
0x00
 
}
 
;

/* exec sql end declare section */

#line 8 "ESQL_CONNECT.pgc"

int
 
main
(
int
 
argc
,
 
char
*
 
argv
[])

{

    
/* 步骤1: 建立连接 */

    
/* exec sql whenever sqlerror  sqlprint ; */

#line 13 "ESQL_CONNECT.pgc"

 

    
{
 
ECPGconnect
(
__LINE__
,
 
0
,
 
"postgres@localhost:5432"
 
,
 
"postgres"
 
,
 
"asdf1234"
 
,
 
NULL
,
 
0
);
 

#line 14 "ESQL_CONNECT.pgc"

if
 
(
sqlca
.
sqlcode
 
<
 
0
)
 
sqlprint
();}

#line 14 "ESQL_CONNECT.pgc"    

    
/* 步骤2: 利用游标执行查询 */

    
/* declare foo_bar  cursor  for select  c1  , c2   from tb1    */

#line 17 "ESQL_CONNECT.pgc"

    
{
 
ECPGdo
(
__LINE__
,
 
0
,
 
1
,
 
NULL
,
 
"declare foo_bar  cursor  for select  c1  , c2   from tb1   "
,
 
ECPGt_EOIT
,
 
ECPGt_EORT
);

#line 18 "ESQL_CONNECT.pgc"

if
 
(
sqlca
.
sqlcode
 
<
 
0
)
 
sqlprint
();}

#line 18 "ESQL_CONNECT.pgc"

    
{
 
ECPGdo
(
__LINE__
,
 
0
,
 
1
,
 
NULL
,
 
"fetch foo_bar"
,
 
ECPGt_EOIT
,
 

    
ECPGt_int
,
&
(
var_c1
),(
long
)
1
,(
long
)
1
,
sizeof
(
int
),
 

    
ECPGt_NO_INDICATOR
,
 
NULL
 
,
 
0L
,
 
0L
,
 
0L
,
 

    
ECPGt_char
,(
var_c2
),(
long
)
21
,(
long
)
1
,
21
*
sizeof
(
char
),
 

    
ECPGt_NO_INDICATOR
,
 
NULL
 
,
 
0L
,
 
0L
,
 
0L
,
 
ECPGt_EORT
);

#line 19 "ESQL_CONNECT.pgc"

if
 
(
sqlca
.
sqlcode
 
<
 
0
)
 
sqlprint
();}

#line 19 "ESQL_CONNECT.pgc"

    
printf
(
"C1: %d, C2: %s
\n
"
,
 
var_c1
,
 
var_c2
);

 

    
{
 
ECPGdo
(
__LINE__
,
 
0
,
 
1
,
 
NULL
,
 
"close foo_bar"
,
 
ECPGt_EOIT
,
 
ECPGt_EORT
);

#line 23 "ESQL_CONNECT.pgc"

if
 
(
sqlca
.
sqlcode
 
<
 
0
)
 
sqlprint
();}

#line 23 "ESQL_CONNECT.pgc"

    
/* 步骤3: 关闭连接 */

    
{
 
ECPGdisconnect
(
__LINE__
,
 
"CURRENT"
);

#line 26 "ESQL_CONNECT.pgc"

if
 
(
sqlca
.
sqlcode
 
<
 
0
)
 
sqlprint
();}

#line 26 "ESQL_CONNECT.pgc"

    
return
 
0
;

}

```

生成后的代码中所调用的ECPGconnect等函数，由安装PostgreSQL所自带的ECPG库（本例中为libecpg.so）提供具体的实现，供链接器将其与上述C语言代码编译生成的目标文件进行链接。

## 支持嵌入式SQL的数据库产品
以下列出支持嵌入式SQL的数据库产品以及各自支持的宿主语言

### Oracle Database
AdaPro*Ada在Oracle 7.3的版本中被加入产品族，并且在Oracle 8中被替换为SQL*Module。但在此之后就一直没有更新。SQL*Module支持Ada 83.
C/C++Pro*C 在Oracle 8 时被替换成了Pro*C/C++。之后Pro*C/C++ 到Oracle Database 11g仍都在被支持。
COBOLPro*COBOL到Oracle Database 11g仍都在被支持。
FortranPro*FORTRAN 在Oracle 8之后的Oracle版本中就不再被更新，但Bug修正仍在维护中。
PascalPro*Pascal在Oracle 8之后的Oracle版本中就不再被更新。
PI/LPro*PL/I 自Oracle 8之后就不再被更新，但文档中仍然有记述。

### IBM DB2
IBM DB2的版本9中提供了对于C/C++，COBOL，Java等宿主语言的嵌入式SQL的支持。

### PostgreSQL
C/C++PostgreSQL 自版本6.3起就提供了对于C/C++的嵌入式SQL的支持，以ECPG组件的形式存在。